# Jezioro Małe (Pobiedziska)
Jezioro Małe – jezioro polodowcowe znajdujące się w granicach administracyjnych Pobiedzisk, w bezpośrednim sąsiedztwie centrum miasta, na południowy wschód od Rynku.
Powierzchnia jeziora, według różnych źródeł wynosi od 3,5 do 6 ha. Kształt owalny.
Bezpośrednio nad akwen schodzi od zachodu ul. Jeziorna. Na północnym brzegu mieści się targowisko miejskie. Na południu od Jeziora Małego rozlewa swe wody nieco większe - Jezioro Dobre (lub Dobra). W pobliżu (na zachodzie, ulicą Klasztorną) przechodzi zielony szlak turystyczny do Promna. Jezioro jest akwenem wędkarskim.